# Gare de Vaucresson
Gare de Vaucresson vasútállomás Franciaországban, Vaucresson településen.

## Vasútvonalak
Az állomást az alábbi vasútvonalak érintik:
- Saint-Cloud-Saint-Nom-la-Bretèche - Forêt-de-Marly-vasútvonal

## Kapcsolódó állomások
A vasútállomáshoz az alábbi állomások vannak a legközelebb:
- Gare de La Celle-Saint-Cloud (Gare de Saint-Nom-la-Bretèche - Forêt de Marly, Transilien line L)
- Gare de Garches - Marnes-la-Coquette (Paris Gare Saint-Lazare, Transilien line L)